# Aguacate de Morelos
Aguacate de Morelos är en ort i Mexiko.   Den ligger i kommunen Pinal de Amoles och delstaten Querétaro Arteaga, i den centrala delen av landet, 190 km norr om huvudstaden Mexico City. Aguacate de Morelos ligger 1 355 meter över havet och antalet invånare är 118.
Terrängen runt Aguacate de Morelos är bergig österut, men västerut är den kuperad. Runt Aguacate de Morelos är det ganska glesbefolkat, med 38 invånare per kvadratkilometer. Närmaste större samhälle är Pinal de Amoles, 12,6 km nordost om Aguacate de Morelos. Omgivningarna runt Aguacate de Morelos är i huvudsak ett öppet busklandskap.